# Jeziorzany (Mazovie)
Pour les articles homonymes, voir Jeziorzany.
Jeziorzany (prononciation : [jɛʑɔˈʐanɨ]) est un village polonais de la gmina de Tarczyn dans le powiat de Piaseczno de la voïvodie de Mazovie dans le centre-est de la Pologne.
Il se situe à environ 2 kilomètres au sud-ouest de Tarczyn (siège de la gmina), 18 kilomètres au sud-ouest de Piaseczno (siège du powiat) et à 31 kilomètres au sud-ouest de Varsovie (capitale de la Pologne).
Le village compte approximativement une population de 950 habitants.

## Histoire
De 1975 à 1998, le village appartenait administrativement à la voïvodie de Varsovie.